# San Martín del Valle
San Martín del Valle es una localidad de la provincia de Palencia (Castilla y León, España) que pertenece al municipio de Villarrabé.

## Geografía
En la comarca de Vega-Valdavia, 2,5 km al oeste de Lagunilla de la Vega y con acceso desde la carretera autonómica CL-624 de Sahagún a Saldaña.

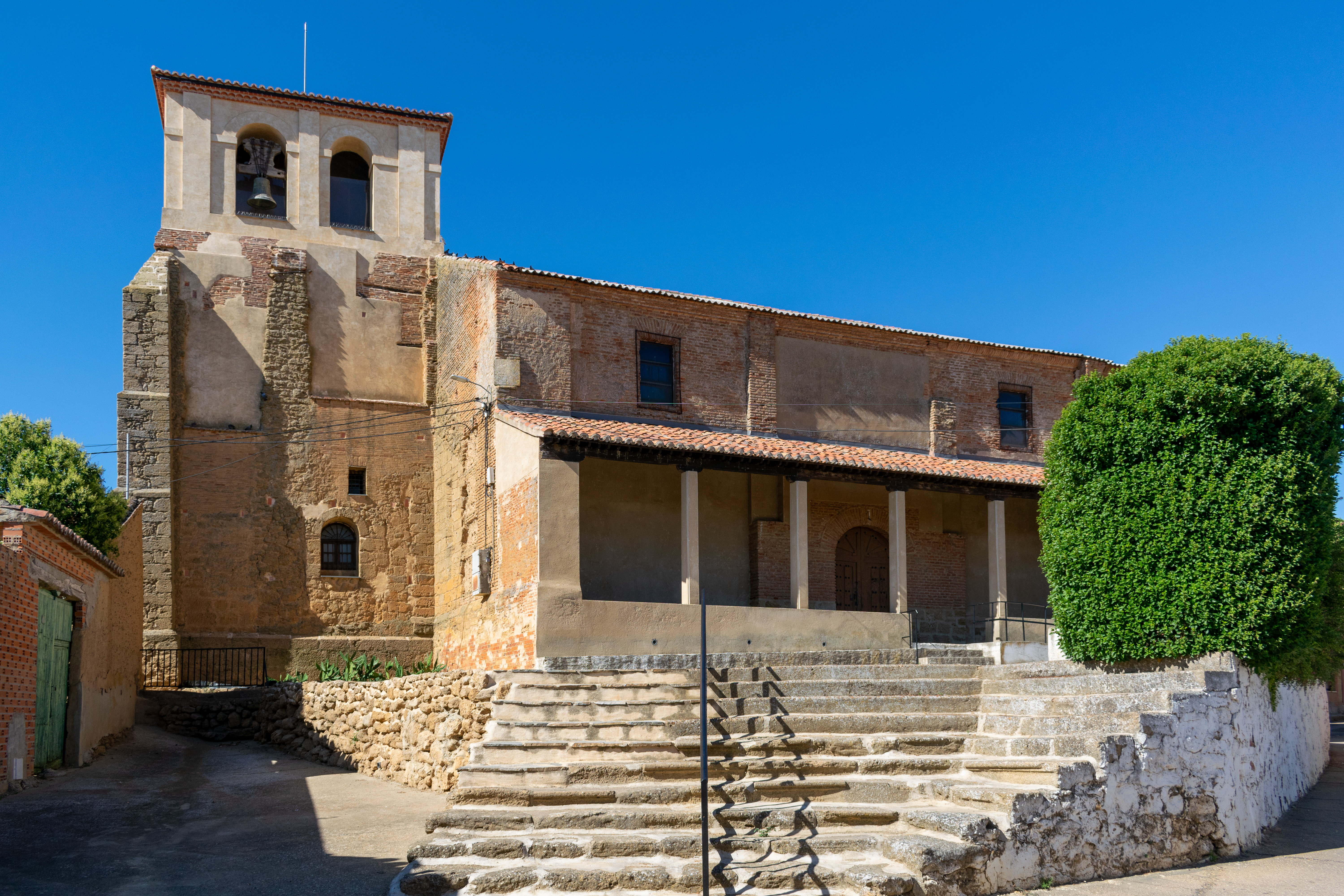
Iglesia de San Martín del Valle, culto a San Martín.

## Demografía
Evolución de la población en el siglo XXI
| Gráfica de evolución demográfica de San Martín del Valle entre 2000 y 2020 |
|                                                                            |
| Población de derecho (2000-2020) según el padrón municipal del INE         |

## Historia
A la caída del Antiguo Régimen la localidad se constituye en municipio constitucional que en el censo de 1842 contaba con 12 hogares y 62 vecinos, para posteriormente integrarse en Villarrabé.A este maravilloso pueblo se les llama los RAPOSOS!!